# 斯登波口岸
斯登波口岸，全称斯登波国际口岸，是柬埔寨的一个边境口岸，位于卜迭棉芷省波比市锡干拉分区斯登波村，与泰国农安口岸相接。该口岸于2024年3月起试运营，并于2024年年底正式运营。